# Treixedo
Treixedo ist eine Gemeinde (Freguesia) im portugiesischen Kreis Santa Comba Dão. In ihr leben 993 Einwohner (Stand 30. Juni 2011).

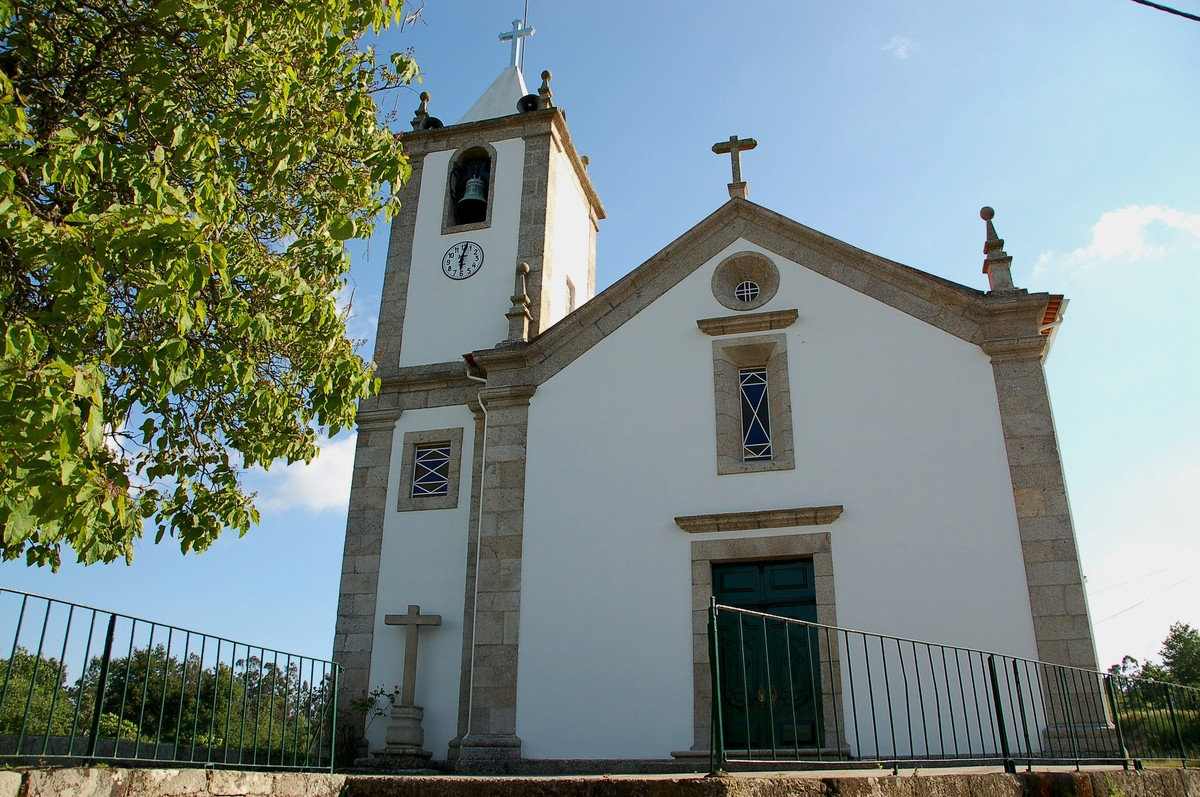
Die Hauptkirche (Igreja Matriz) von Treixedo

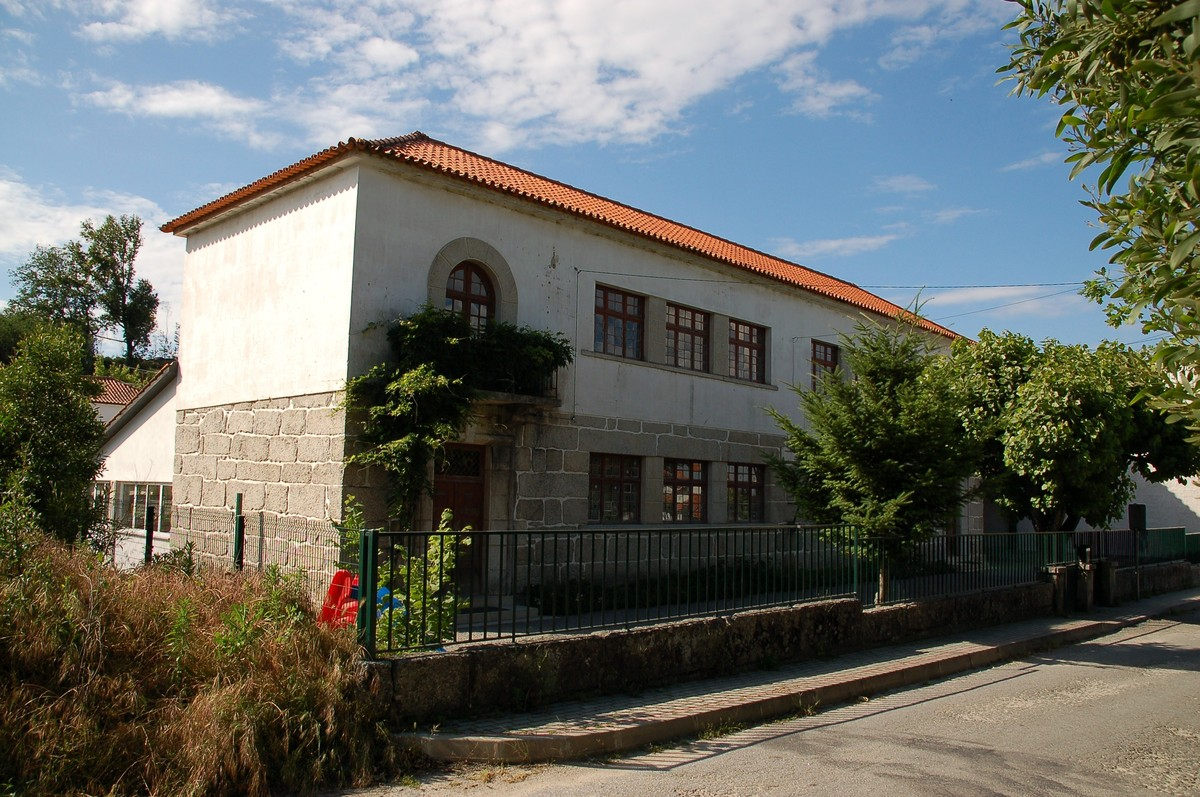
Die Grundschule von Treixedo

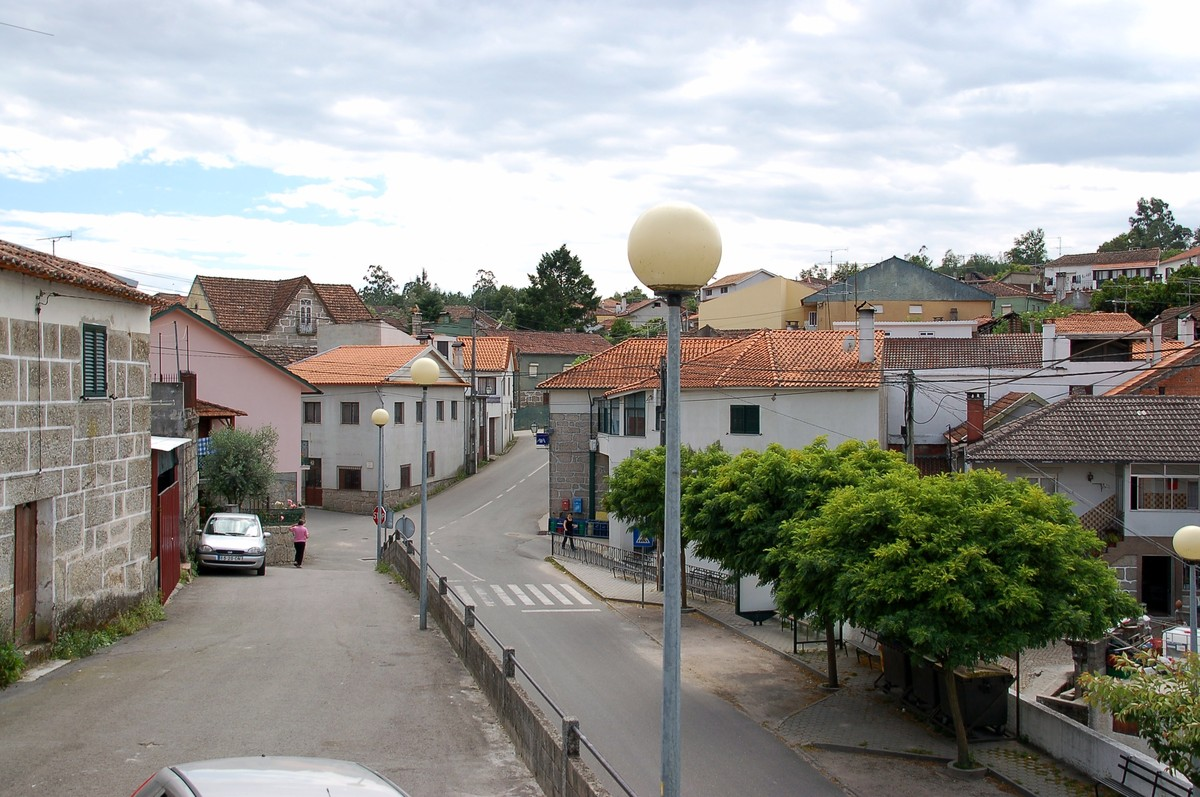
Blick in den Ort

## Geschichte
Erstmals erwähnt wurde Treixedo im Jahr 974. Es erhielt 1102 seine ersten Stadtrechte, im Zuge der Neubesiedlungsbemühungen nach der Reconquista und den erfolgten Zerstörungen und Vertreibungen in der Gegend. König Manuel I. erneuerte 1514 die Stadtrechte, und Treixedo blieb ein eigenständiger Kreis, bis zu dessen Auflösung und Angliederung an den Kreis von Santa Comba Dão 1836.

## Kultur und Sehenswürdigkeiten
Unter seinen Baudenkmälern sind die Kirche Igreja Matriz de Treixedo (auch Igreja de Nossa Senhora da Assunção) aus dem frühen 18. Jahrhundert, die 122 Meter lange Eisenbahnbrücke aus Metall, und die Überreste des Schandpfahls (Pelourinho) aus dem 16. Jahrhundert zu nennen.